# Vittorio Fossombroni (politico 1892)
Vittorio Fossombroni (Fiume, 3 settembre 1892 – 6 agosto 1963) è stato un politico e avvocato italiano.

## Biografia
Avvocato di professione, fu membro della Consulta Nazionale. Venne poi eletto Deputato della Repubblica Italiana alle elezioni politiche del 1963 con il Partito Liberale Italiano; entrato in carica il 1º luglio, fu firmatario di un progetto di legge e autore di un interventi. Morì 35 giorni dopo, all'età di 70 anni; gli subentrò a Montecitorio Emilio Pucci.